# 1868
Évszázadok: 18. század – 19. század – 20. század
Évtizedek: 1810-es évek – 1820-as évek – 1830-as évek – 1840-es évek – 1850-es évek – 1860-as évek – 1870-es évek – 1880-as évek – 1890-es évek – 1900-as évek – 1910-es évek
Évek: 1863 – 1864 – 1865 – 1866 –  1867 – 1868 – 1869 – 1870 – 1871 – 1872 – 1873

## Események

### Határozott dátumú események
- január 5. – Megjelenik a Borsszem Jankó című élclap.
- február 8. – A Dél-kínai tengeri csata vége.
- augusztus 18. – Rekord hosszúságú – mintegy tíz percen át tartó – teljes napfogyatkozás, amely Indiából és Thaiföldről is látható, és amelyet hat európai tudóscsoport is vizsgál. (Sokan ehhez az eseményhez kötik a hélium felfedezését.)
- december 5. – I. Ferenc József szentesíti a magyar királyi honvédségről alkotott XLI. törvényt, az ún. véderőtörvényt. (A törvénycikk rendelkezett a királyi honvédség szervezeti felépítéséről, így a királyi honvédséget 82 gyalogoszászlóalj és 32 lovasszázad alkotta.)[1]

### Határozatlan dátumú események
- az év folyamán –
  - Megalakul a Rajnai Hajózás Központi Bizottsága.
  - Megalakul az Általános Munkásegylet (I. országos egylet az I. internacionáléba bekapcsolódva).
  - Meidzsi japán császár Kiotóból áthelyezi székhelyét Tokióba,[2] s Japánban kezdetét veszi a Meidzsi-reform.[3]

## Az év témái

### 1868 a vasúti közlekedésben

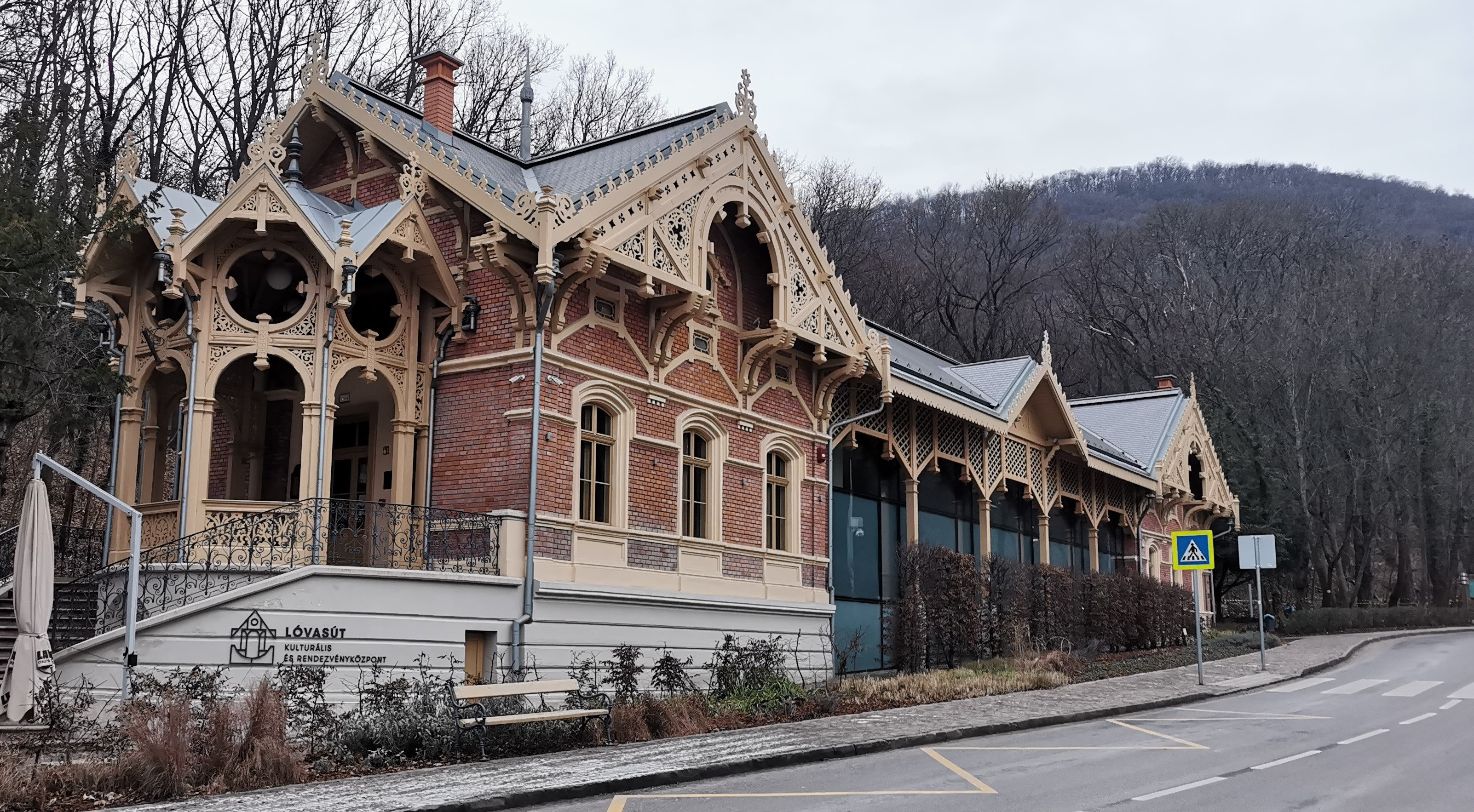
A virányosi lóvasút végállomása

- június 30. – Elindul a virányosi Lóvasút első járata.
- július 1. – A Magyar Államvasutak megalapítása.

## Születések
- január 10. – Mosshammer Román, osztrák-magyar hárfaművész és hárfatanár († 1920)
- február 1. – Árkay Aladár, építész, iparművész, festő († 1932)
- február 3. – gróf Almásy Imre, főispán, a felsőház tagja († 1929)
- február 4. – Szijj Bálint magyar kisgazda politikus, nemzetgyűlési képviselő, a felsőház örökös tagja († 1945)
- március 10. – Lucich Károly altengernagy, a Császári és Királyi Dunai Flottilla parancsnoka, a Hadtörténeti Levéltár és Múzeum igazgatója († 195)
- március 13. – Jankó János, ifj. földrajz- és néprajztudós, Nyugat-Szibéria hanti népességének kutatója, az összehasonlító tárgyi néprajz egyik első hazai művelője († 1902)
- március 18. – Marek József állatorvos, az MTA tagja, a magyar állatorvos-tudomány kiemelkedő alakja († 1952)
- március 22. – Robert Millikan amerikai kísérleti fizikus, aki 1923-ban elnyerte a fizikai Nobel-díjat az elektron töltésének megméréséért, és a fotoeffektussal kapcsolatos munkájáért († 1993)
- március 22. – Vázsonyi Vilmos, magyar polgári demokrata politikus († 1926)
- március 28. – Makszim Gorkij, orosz író († 1936)
- április 1. – Edmond Rostand, francia költő, drámaíró († 191)
- április 1. – Lengyel Pál (nyomdász), nyomdász, újságíró, az eszperantó nyelvű lapkiadás úttörője († 1932)
- április 3. – Zsitkovszky Béla fényképész, operatőr, rendező († 1930)
- április 4. - Jonathan Joestar Hamon-katona, brit nemesi család gyermeke († 1889)
- április 22.– Habsburg–Lotaringiai Mária Valéria főhercegnő († 1924)
- május 6. – II. Miklós orosz cár († 1918)
- május 29. – II. Abdul-Medzsid, az Oszmán Birodalom utolsó szultánja († 1944)
- június 14. – Karl Landsteiner osztrák biológus és orvos († 1943)
- június 18. – Horthy Miklós, Magyarország kormányzója († 1957)
- augusztus 4. – Frommer Rudolf, gépészmérnök, feltaláló († 1935)
- augusztus 6. – Ács Lipót festő, keramikus, etnográfus († 1945)
- november 4. – Carolina Otero, spanyol származású franciaországi táncosnő, színésznő és kurtizán († 1965)
- november 4. – Rigler Gusztáv, magyar orvos, egyetemi tanár, a magyar közegészségtan nagy alakja († 1930)
- november 13. – Sajó Sándor költő, tanár, drámaíró, az MTA levelező tagja († 1933)
- november 24. – Scott Joplin, amerikai zeneszerző és zongorista († 1917)
- november 30. – Gaál Gaszton, földbirtokos, politikus († 1932)
- december 23. – Cholnoky Viktor, magyar író, újságíró, műfordító († 1912)

## Halálozások
- január 17. – Gyenes Mihály ügyvéd, városi mérnök, az első kecskeméti közpark megálmodója (* 1800)
- január 21. – Asbóth Sándor honvéd alezredes, az észak-amerikai polgárháborúban az északiak dandártábornoka (* 1810)
- január 23. – Erdélyi János ügyvéd, akadémiai tanár, az MTA rendes tagja, a Kisfaludy Társaság titkára, költő (* 1814)
- január 27. – Kiss Bálint festőművész (* 1802)
- február 11. – Léon Foucault francia fizikus (* 1819)
- február 16. – Bangya János honvédalezredes (* 1817)
- március 2. – Nagy Károly matematikus, csillagász (* 1797)
- március 8. – Ercsei József mérnök és erdész, költő (* 1793)
- április 1. – Lukács Dénes honvéd ezredes (* 1816)
- május 22. – Julius Plücker(wd) német matematikus és fizikus (* 1801)
- július 16. – Beniczky Lajos honvéd ezredes, kormánybiztos, az 1848–49-es szabadságharc utáni magyar függetlenségi szervezkedések egyik vezetője (* 1813)
- július 30. – Tompa Mihály költő (* 1817)
- augusztus 8. – Esterházy Alajos alezredes, kamarás és mecénás (* 1780)
- augusztus 27. – Makk József tüzérezredes az 1848-49-es szabadságharcban (* 1810)
- szeptember 1. – Gyulai Ferenc császári és királyi táborszernagy, osztrák hadügyminiszter, gróf Gyulay Ignác császári és királyi táborszernagy és Julia von Edelsheim osztrák bárónő fia (* 1798)
- szeptember 6. – Szendrey Júlia, költő, író, Petőfi Sándor felesége (* 1828)
- szeptember 26. – August Ferdinand Möbius német matematikus, csillagász (* 1790)
- november 13. – Gioachino Rossini olasz zeneszerző (* 1792)
- december 9. – Balassa János sebészorvos (* 1814)